# Place de la Révolution (Tcheliabinsk)

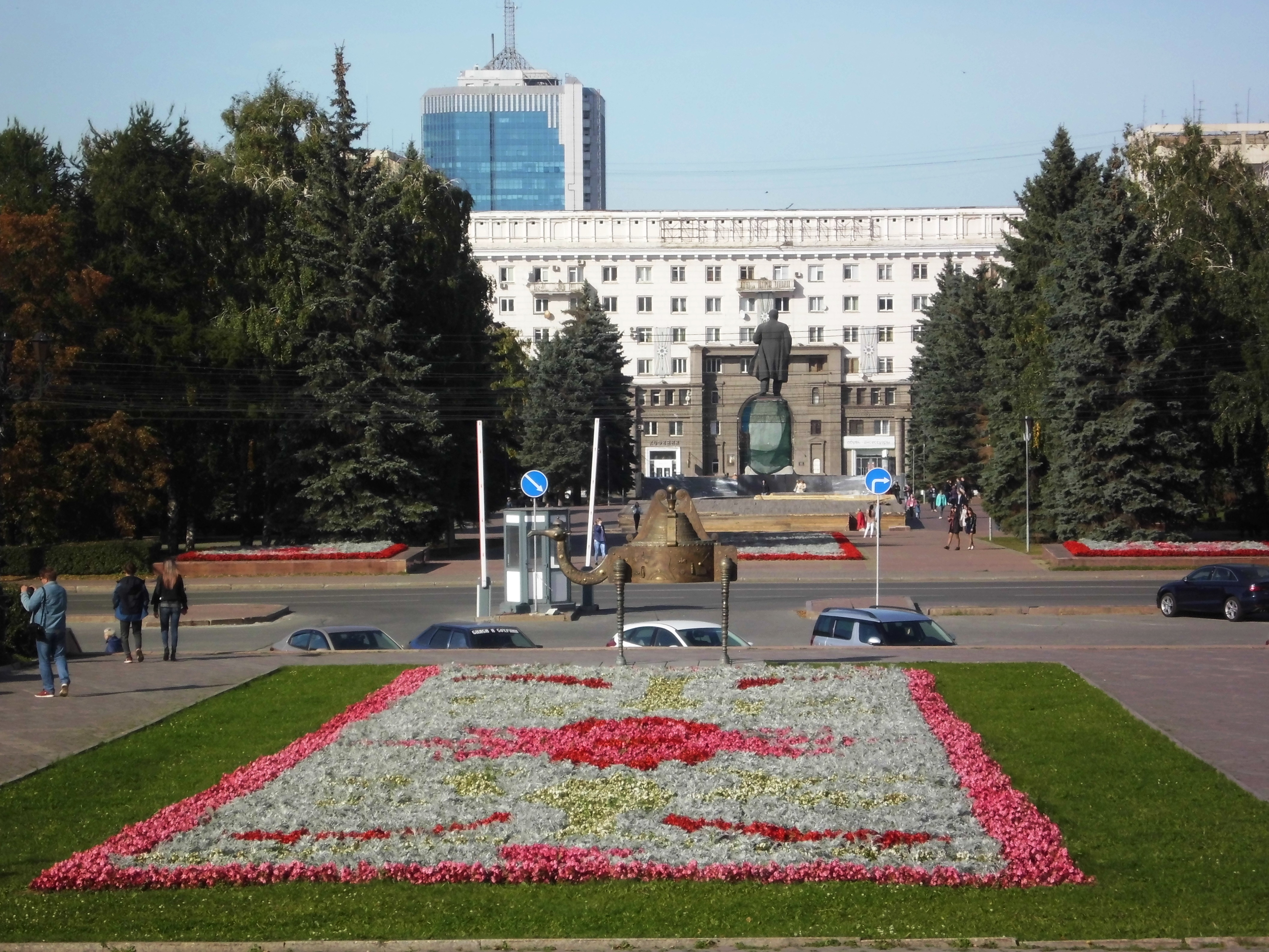
Place de la Révolution.

La place de la Révolution (Пло́щадь Револю́ции, plochtchad Revoloutsii) est une place et un complexe architectural situé dans le centre-ville de Tcheliabinsk en Russie. Elle est délimitée à l'ouest par la rue Vorovski et la rue Kirov; à l'est par la rue Zwilling; au sud par la rue Timiriazev et au nord par la perspective Lénine. Bien que l'on pense qu'au sud de la place de la Révolution, derrière la rue Timiriazev, il y a la place du Théâtre, tous les bâtiments de cette dernière (y compris le théâtre dramatique Orlov, en l'honneur duquel cette place est nommée) appartiennent à la première.
La place de la Révolution se trouve dans l'arrondissement Sovietski de la ville.

## Avant la révolution

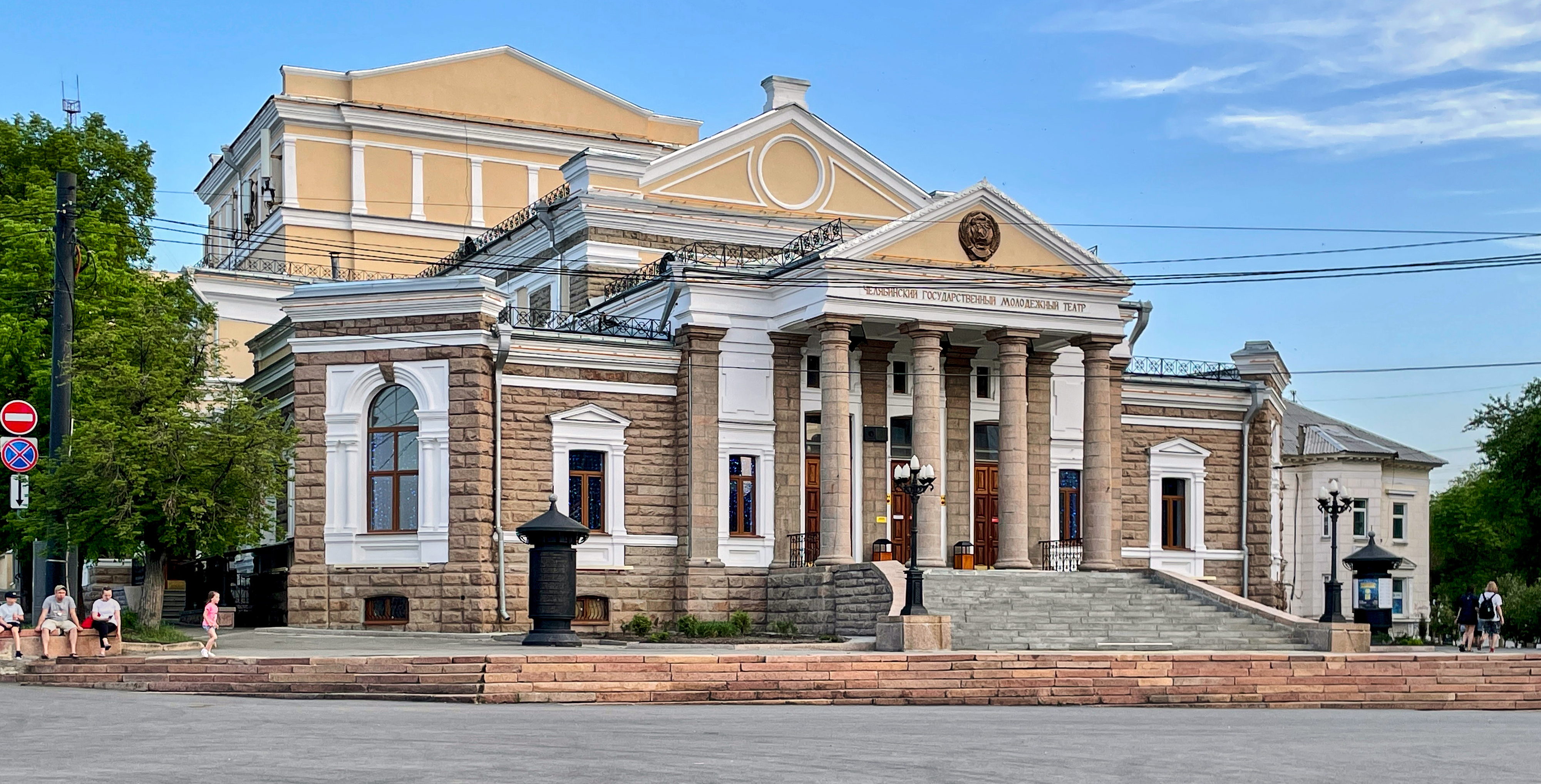
L'ancienne Maison du Peuple devenue le théâtre de la Jeunesse.

Cette place se nomme à l'origine la « place du Sud », car elle se trouve au midi de la ville, au-delà de la ligne du bâtiment principal, et était délimitée au nord par le boulevard du Sud (appelé aujourd'hui la perspective Lénine). À proximité de la maison du Peuple, construite en 1903 (aujourd'hui théâtre de la Jeunesse), deux maisons en pierre sont construites par le marchand Andreï Maximovitch Btrakov; dans celle qui est numérotée aujourd'hui au 118 rue Kirov se trouvait la première brasserie de la ville. En 1910, à l'intersection de la rue d'Oufa (aujourd'hui rue Kirov) et du boulevard du Sud, un édifice en pierre est construit pour abriter la banque d'État, selon les plans de l'ingénieur provincial Ballog.
Au nord-est de la place, il y avait le monastère féminin Odiguitrievski construit à la fin du XIXe siècle. la place devant le monastère servait de lieu de promenade et de processions pascales et pour les fêtes. Il y avait des attractions et un cirque construit en bois, ainsi que des maisons de bois tout autour. Plus loin, s'étendait un bois de bouleaux, où se trouvent aujourd'hui le magasin Rythme, le musée des beaux-arts et la statue de Lénine.

## Après la révolution

### Changement des noms des voies
Dans le cadre du premier changement des noms des voies de Tcheliabinsk, la place prend son nom actuel d'après une décision du soviet de la ville, le 1er mai 1920, en l'honneur de la Révolution d'Octobre.

### Nécropole

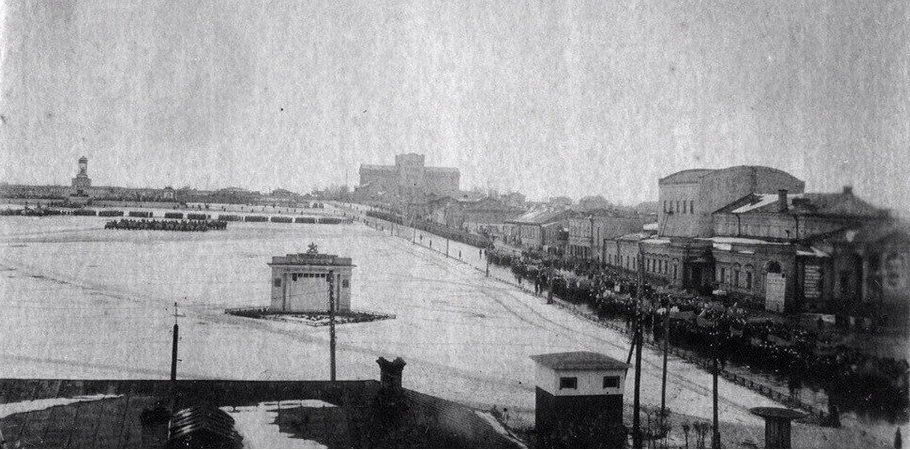
Nécropole place de la Révolution en 1940. Sur la droite: la Maison du Peuple et tout au fond, l'élévateur de Tcheliabinsk.

En 1920, un tchékiste de Tcheliabinsk du nom de Zimnokh est tué par les bleus et enterré sur cette place. Plus tard, le 3 octobre, on y enterre un ouvrier tué par les verts, le Serbe Grbanov. De même dans cette nécropole on y enterre des aviateurs de l'armée rouge. Toutes ces sépultures sont déplacées en 1950 au cimetière de la Forêt et au cimetière Mitrafonskoïe.

### Plan général des années 1930-1940
Dans les plans généraux de la ville de 1936 et de 1947, la place prend le rôle de centre administratif de la ville, avec les principales administrations. La partie centrale est prévue pour accueillir les grandes manifestations, les fêtes, les meetings et les parades et défilés et tout autour les grands édifices administratifs. La grande rue Spartacus (aujourd'hui perspective Lénine) était prévue avec des bâtiments néoclassiques; mais cela n'a pas abouti.

### Reconstruction de la place[4]

#### Les années 1930
En 1934, un hôtel de quatre étages est construit par l'architecte I. Ippolitov (rue Vorovski, 2) à l'emplacement actuel du tribunal d'arbitrage. En 1938, l'immeuble d'appartements des ouvriers de l'ispolkom de l'oblast est construit (persp. Lénine, 54). La même année, le bâtiment de la Banque d'État, qui depuis 1936 abrite le comité régional du PCUS, et abrite aujourd'hui l'Assemblée législative de la Douma régionale, a été reconstruit et a reçu deux étages supplémentaires.

#### Les années 1940

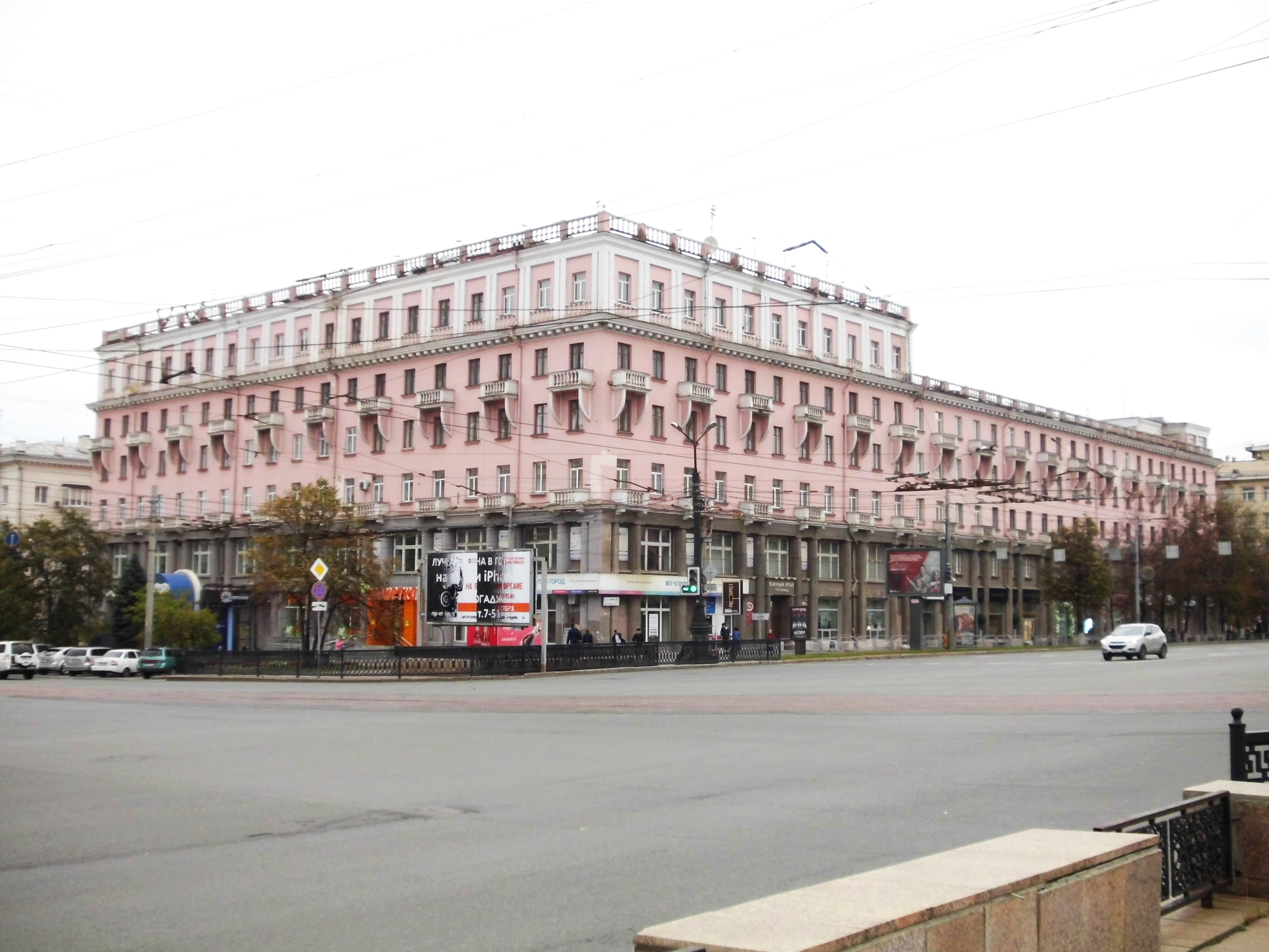
Vue de l'ancien hôtel Oural du Sud, aujourd'hui immeuble d'appartements.

Fermé par décision du présidium du comité exécutif provincial de Tcheliabinsk, le 23 mars 1921, le couvent Odiguitrievski qui surplombe la place est démoli à la fin des années 1920 avec son église dédiée à l'Ascension. Sur le site du monastère, l'on construit en 1941, l'hôtel Oural du Sud selon les plans de l'architecte Baraguine  (persp. Lénine, 52).
En 1942, le bâtiment de l'administration du Chemin de fer du sud de l'Oural, conçu par l'architecte Pompeïev, est construit sur la place (pl. de la Révolution, 3).

#### Les années 1950
Un immeuble est construit en 1953 avec le magasin Rythme (persp. Lénine, 53 - rue Zwilling, 33) selon le projet de l'architecte Kladovchtchikov. le bâtiment de « Tcheliabenergo » est construit à la limite Sud de la place du Théâtre par les architectes Evteïev et Serebrovski en 1955 (pl. de la Révolution, 5). En face, s'élève depuis 1958 le bâtiment de l'ancien Conseil économique populaire de la région administrative économique de Tcheliabinsk. Il abrite aujourd'hui la mairie de Tcheliabinsk (pl. de la Révolution, 2).
Dans les années 1950, des allées, des pelouses, des espaces verts et une fontaine en marbre et fonte, le tout prévu par le plan général de 1947, sont réalisés sur la place.
La statue de Lénine est érigée en 1959, sur un piédestal entouré d'un podium. Les auteurs en sont les sculpteurs Zaïkov et Golovnitski et l'architecte Alexandrov.

#### Les années 1960-1980
En 1968-1972, à la limite Sud de la place, deux bâtiments de huit étages sont érigés sur les côtés selon le projet de l'architecte Ilya Talalaï. Le théâtre dramatique Orlov est construit entre ces deux bâtiments en 1973-1984, conçu par un groupe d'architectes de l'institut Tcheliabgrajdanproïekt.

#### Les années 1990
La reconfiguration de la place est terminée à la fin des années 1990 avec la construction en 1997 du bâtiment de l'«Investbank» et en 1999 du complexe commercial souterrain «Nikitinski».
En 1991-1993, l'édifice du tribunal d'arbitrage est réhabilité et l'on y place une horloge avec carillons (projet de Ponomariov et Roudnik).

#### Les années 2010
Après reconstruction en 2014, une fontaine est installée sur la place, appelée la fontaine musicale.

## Panoramas

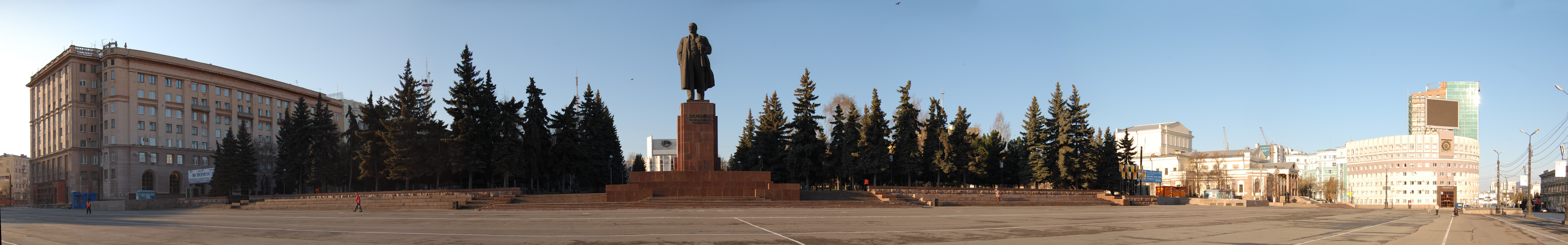
Panorama de la partie Nord de la place en direction du sud, en 2008.

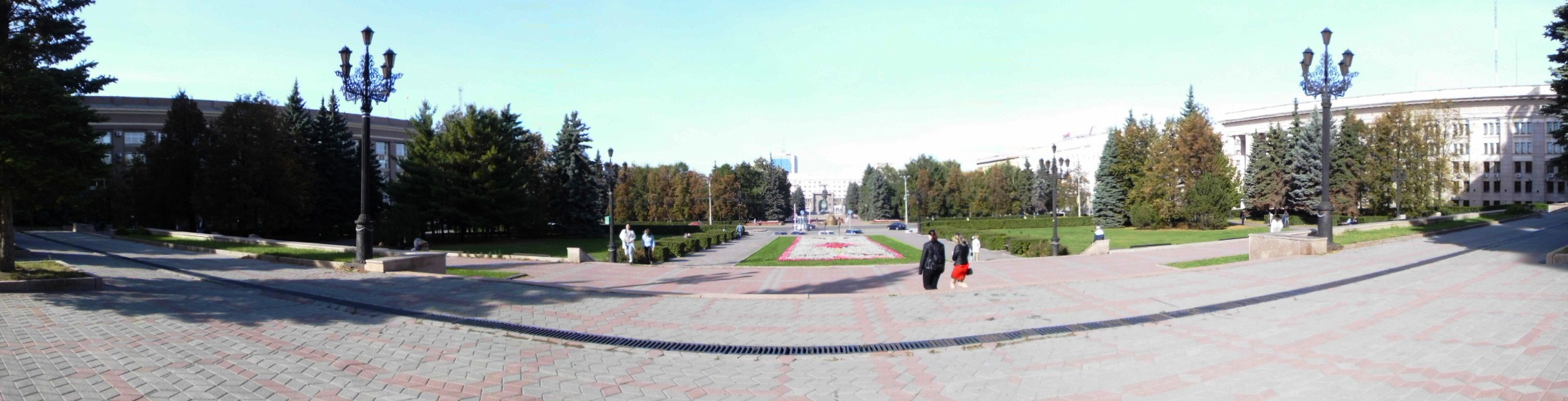
Panorama de la partie Sud de la place en direction du nord, en 2018.

## Photographies
Vues d'ensemble:

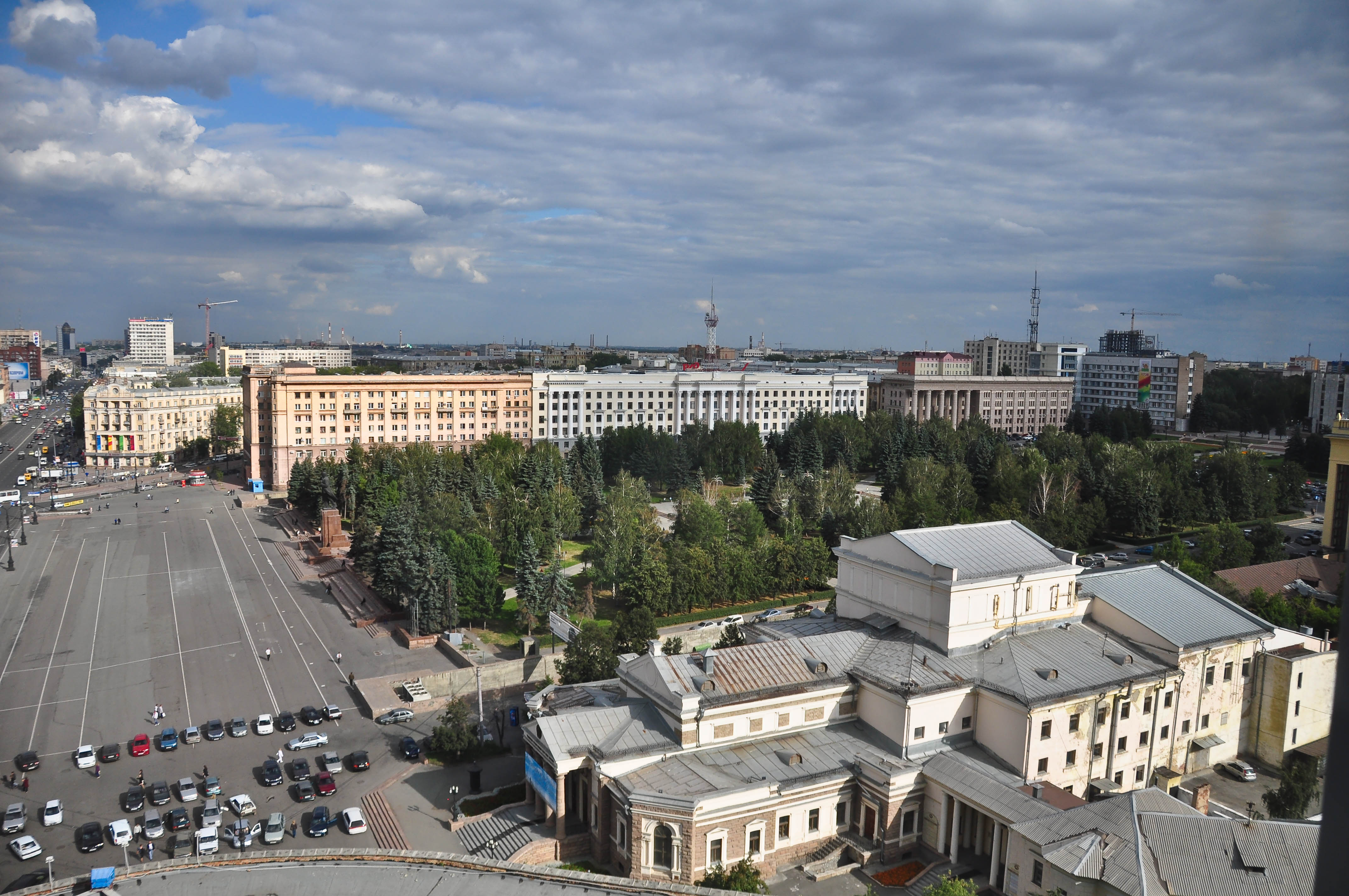
Vue à partir de l'ouest, 2011.
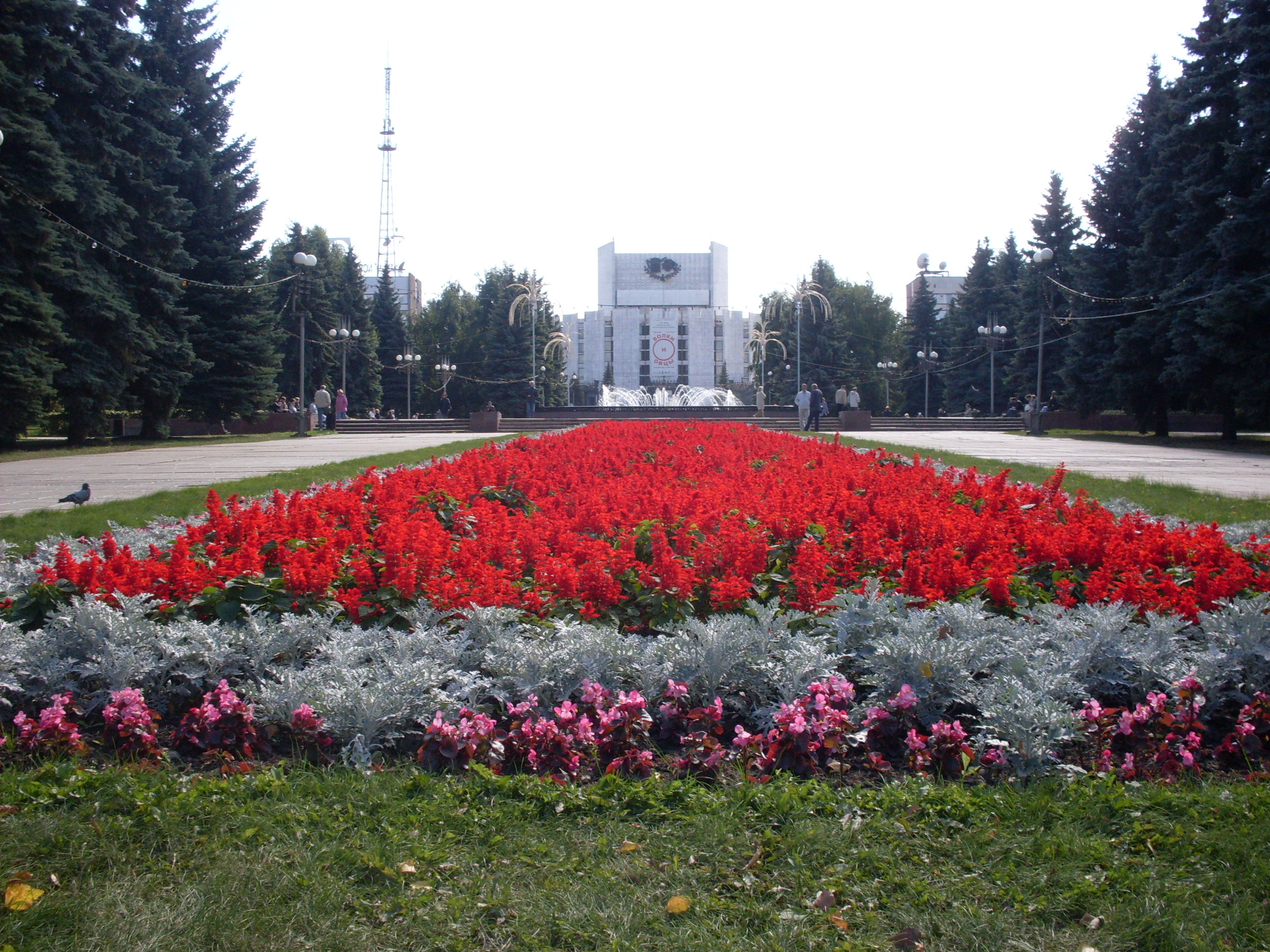
Vue de la place de la Révolution de la statue de Lénine en direction du sud.
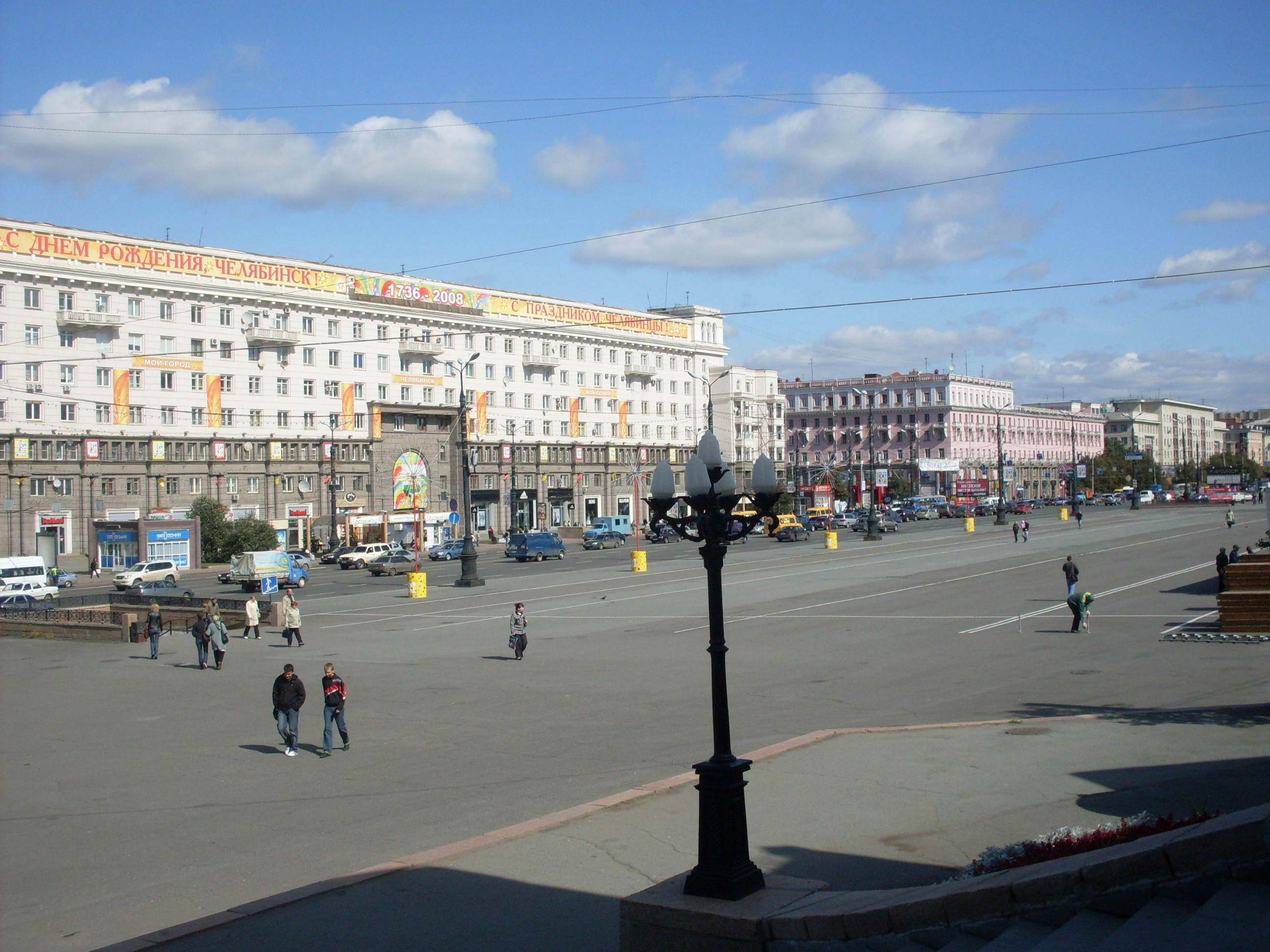
Partie Nord de la place, vue en direction du nord-est, 2008.
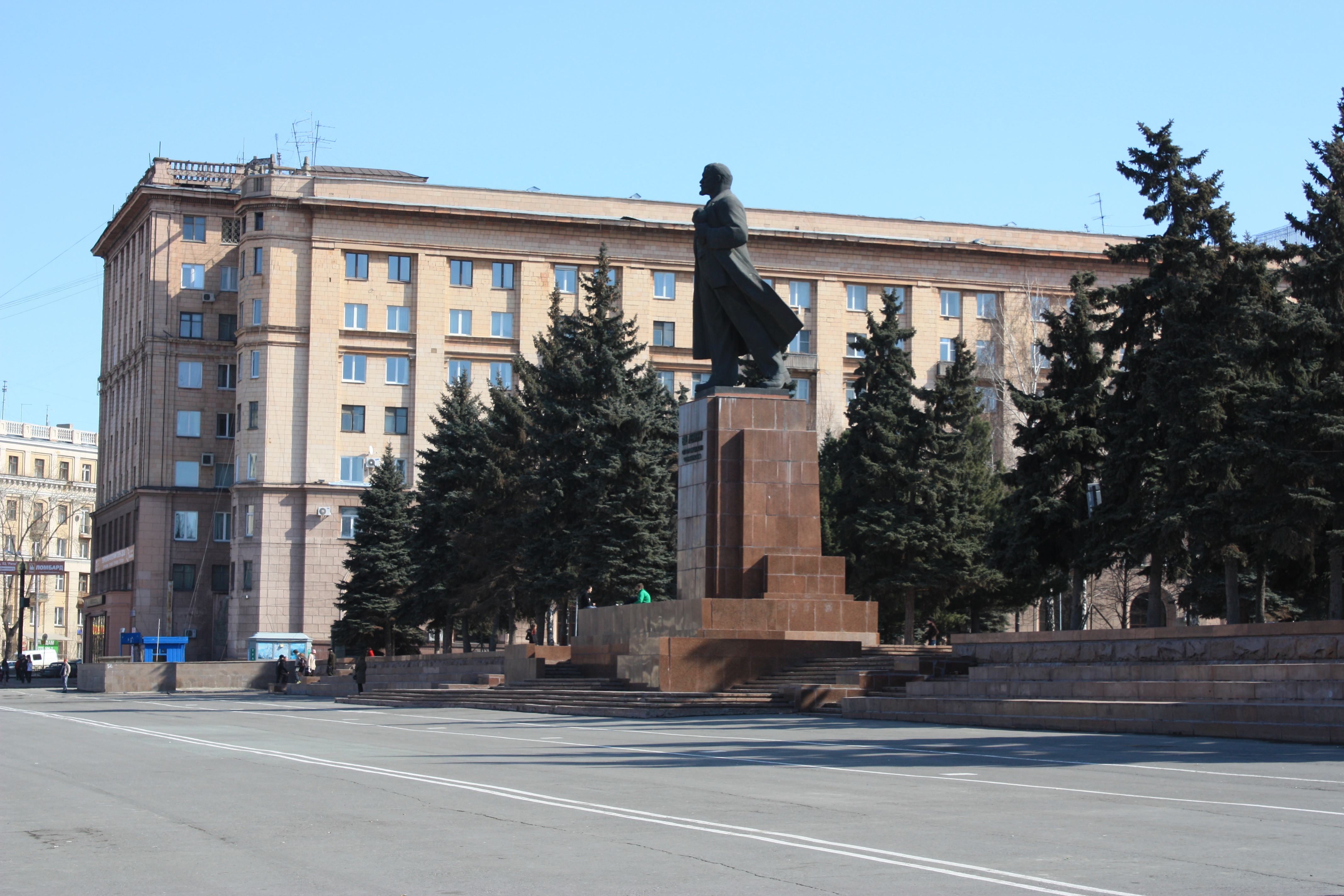
Statue de Lénine sur la place de la Révolution, érigée en 1959.
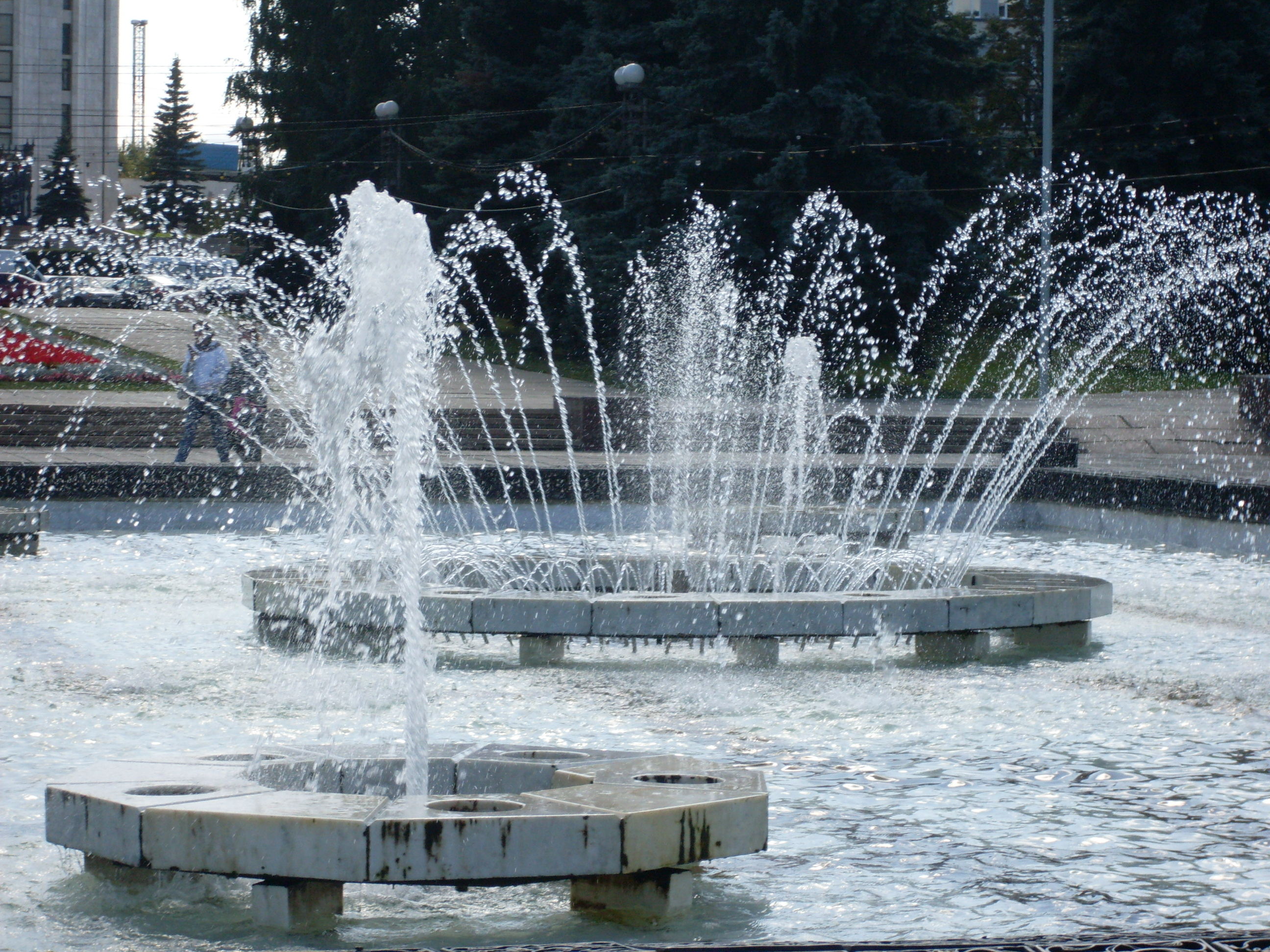
Fontaine sur la place de la Révolution, 2008.
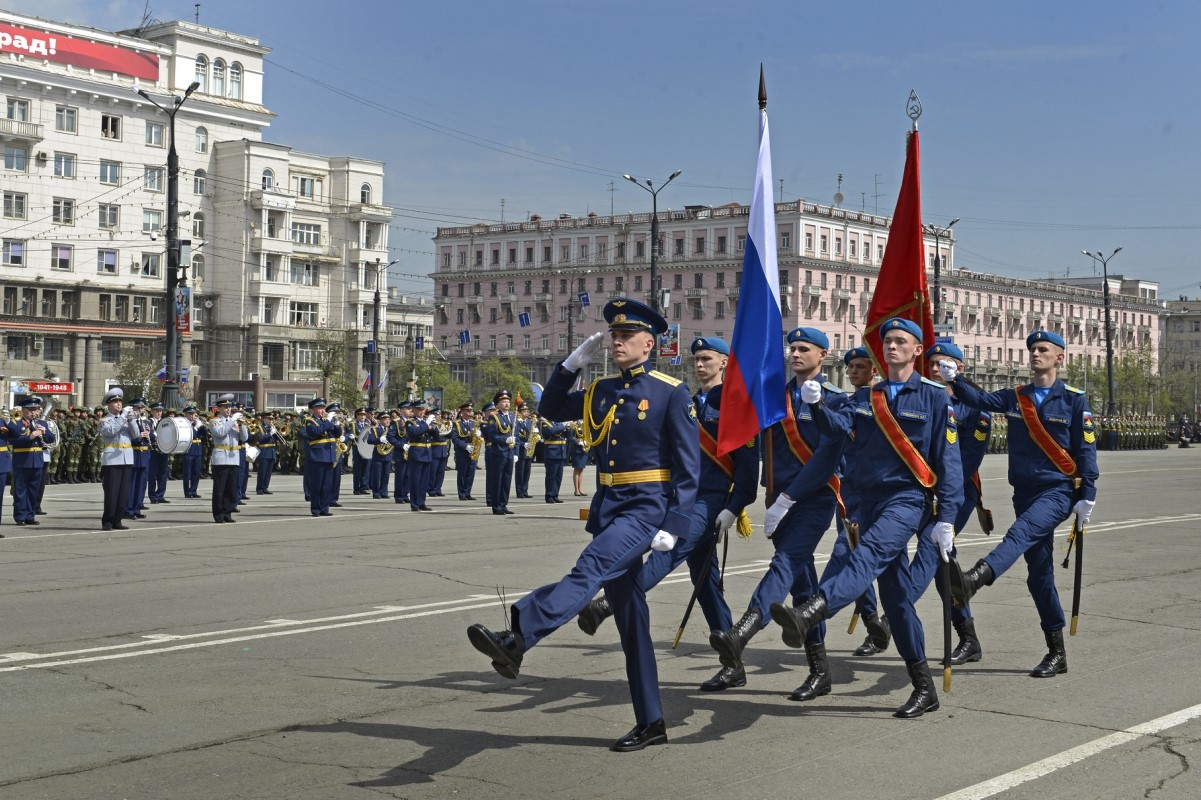
Défilé du jour de la Victoire, 9 mai 2019.

Édifices autour de la place (dans le sens des aiguilles d'une montre):

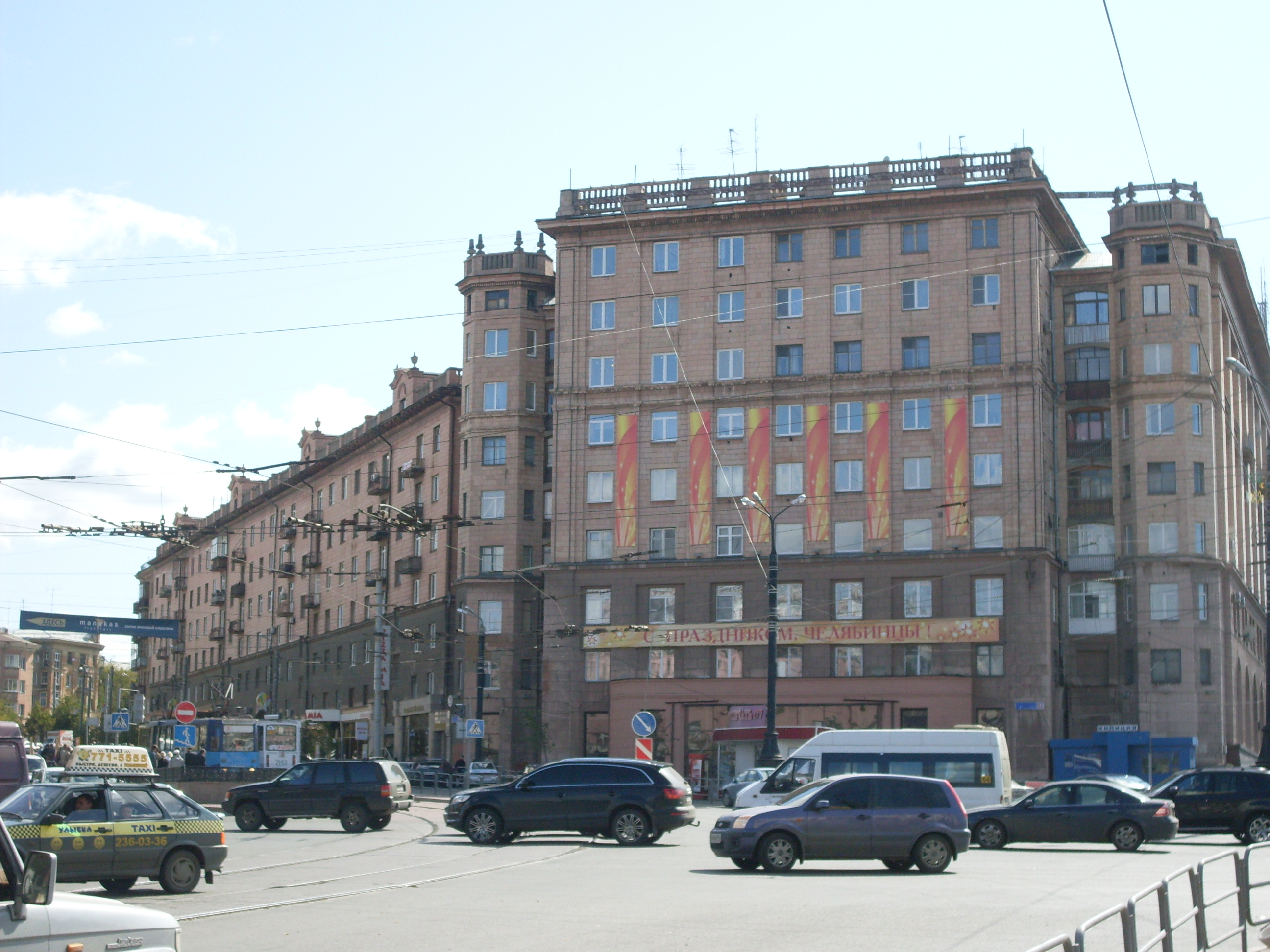
Immeuble d'habitation avec le musée des beaux-arts en bas, place de la Révolution, 1.
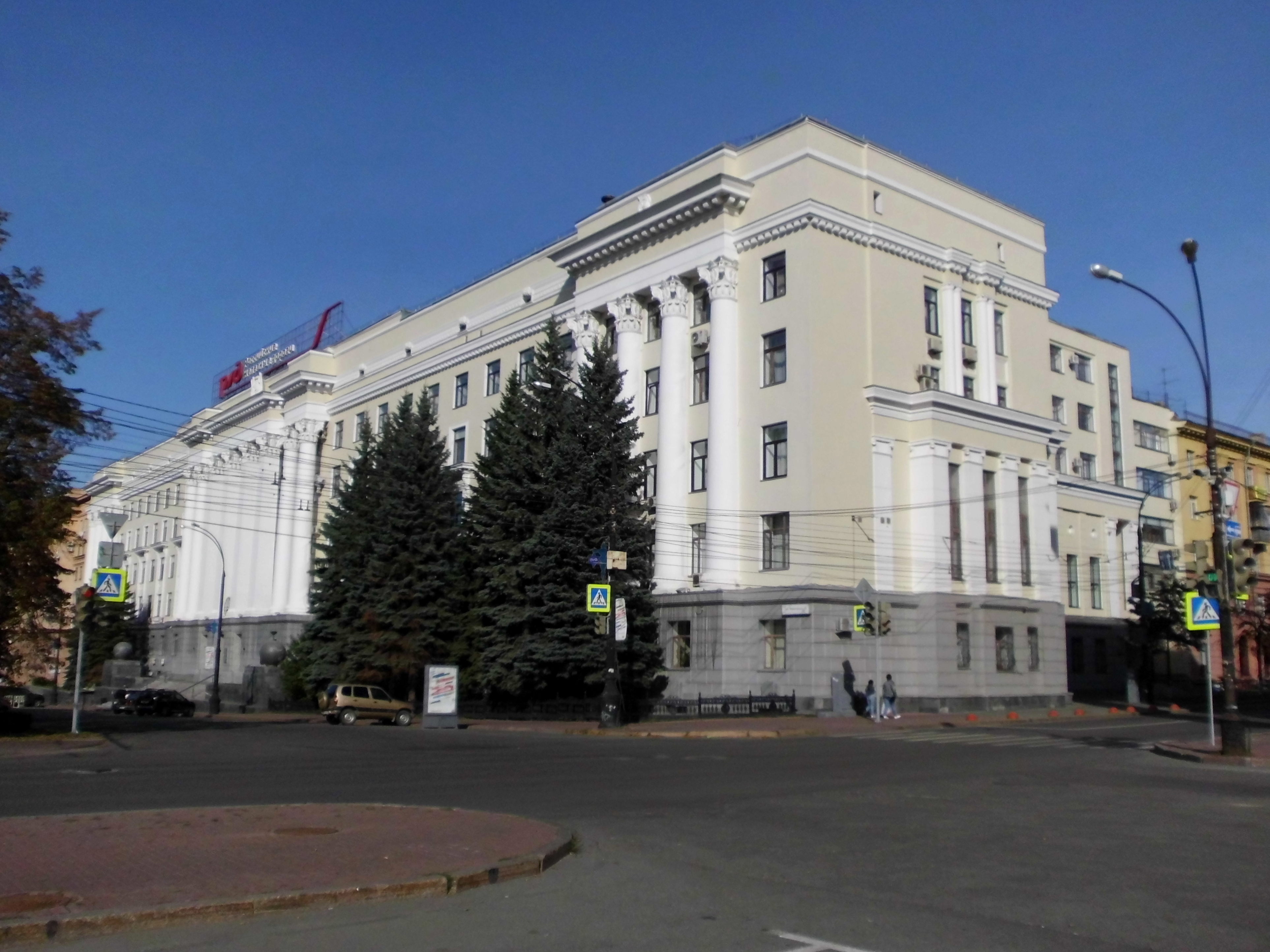
Siège administration des chemins de fer du Sud de l'Oural, pl. de la Révolution, З.
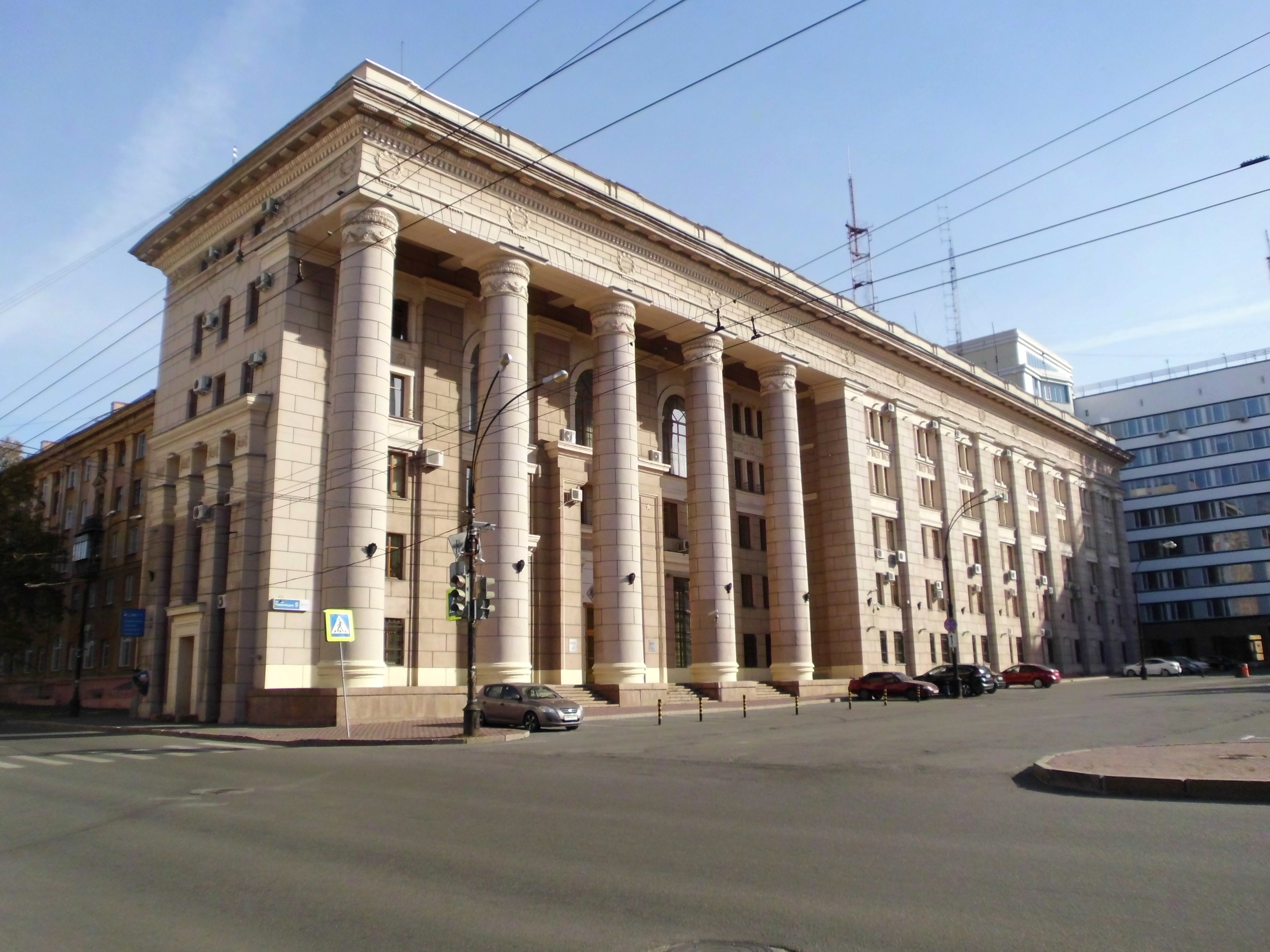
Bâtiment de «Tcheliabenergo», pl. de la Révolution, 5
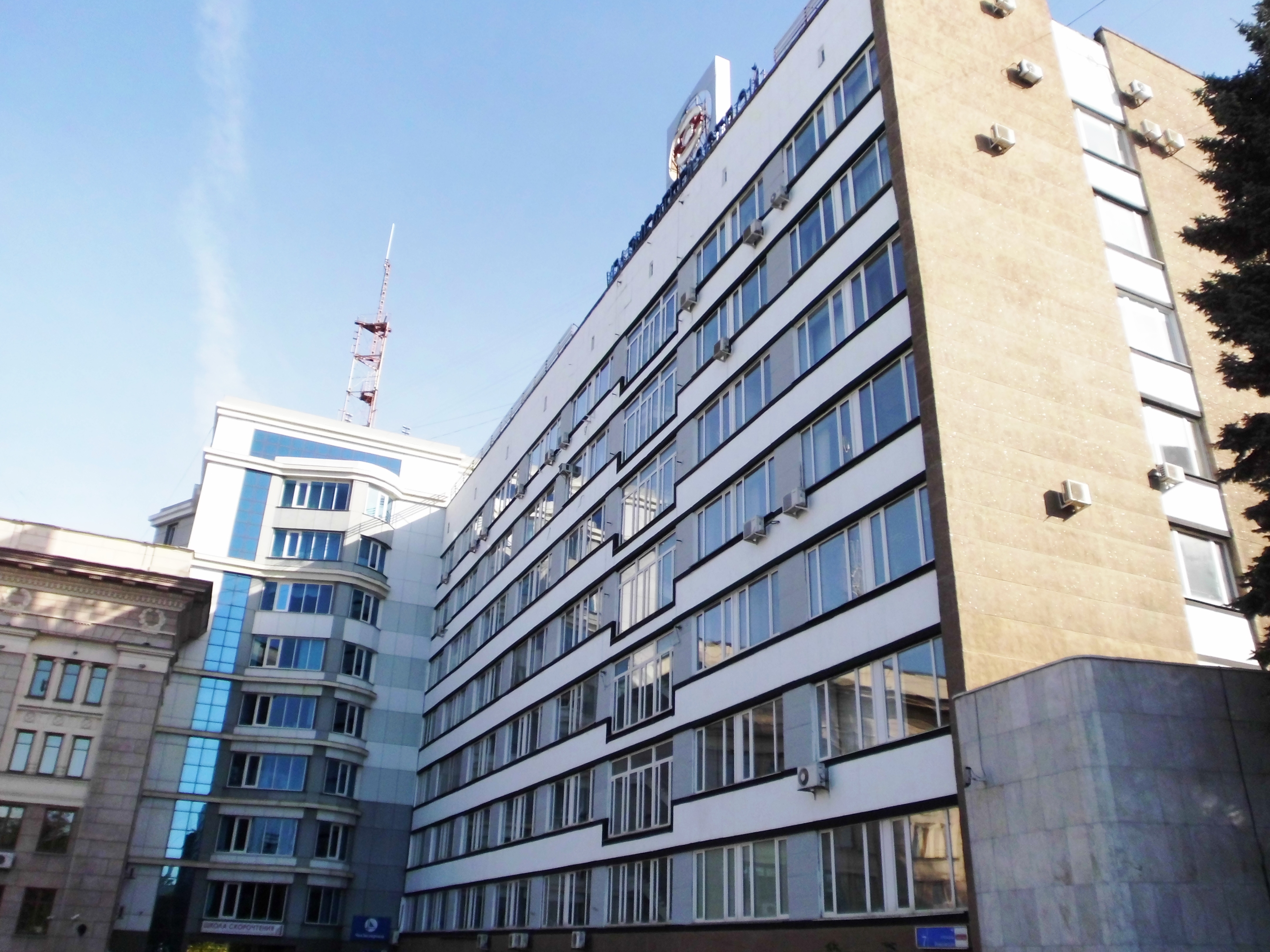
Immeuble de bureaux, pl. de la Révolution, 7 et 7-а
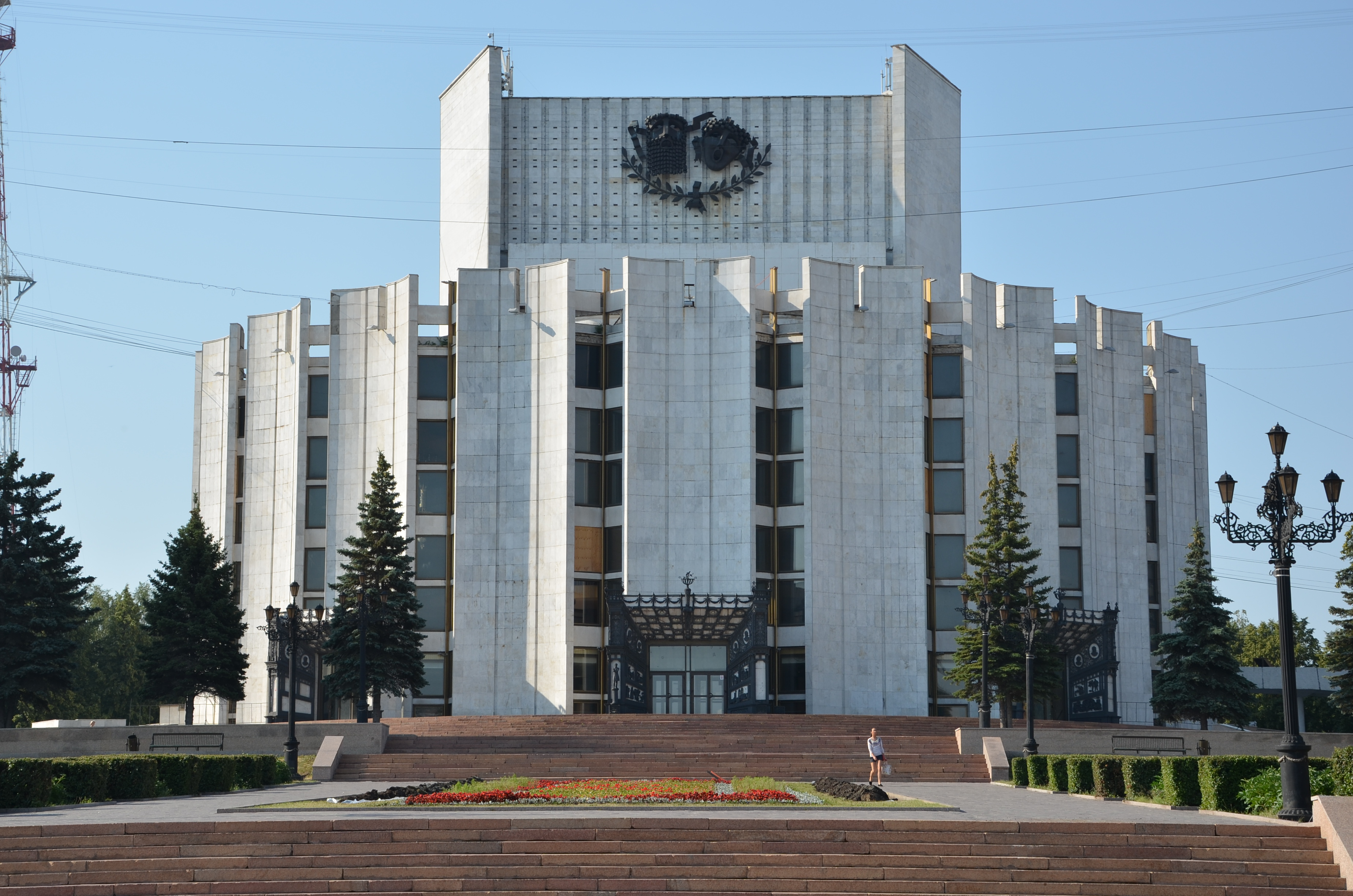
Le théâtre dramatique Orlov, pl. de la Révolution, 6.
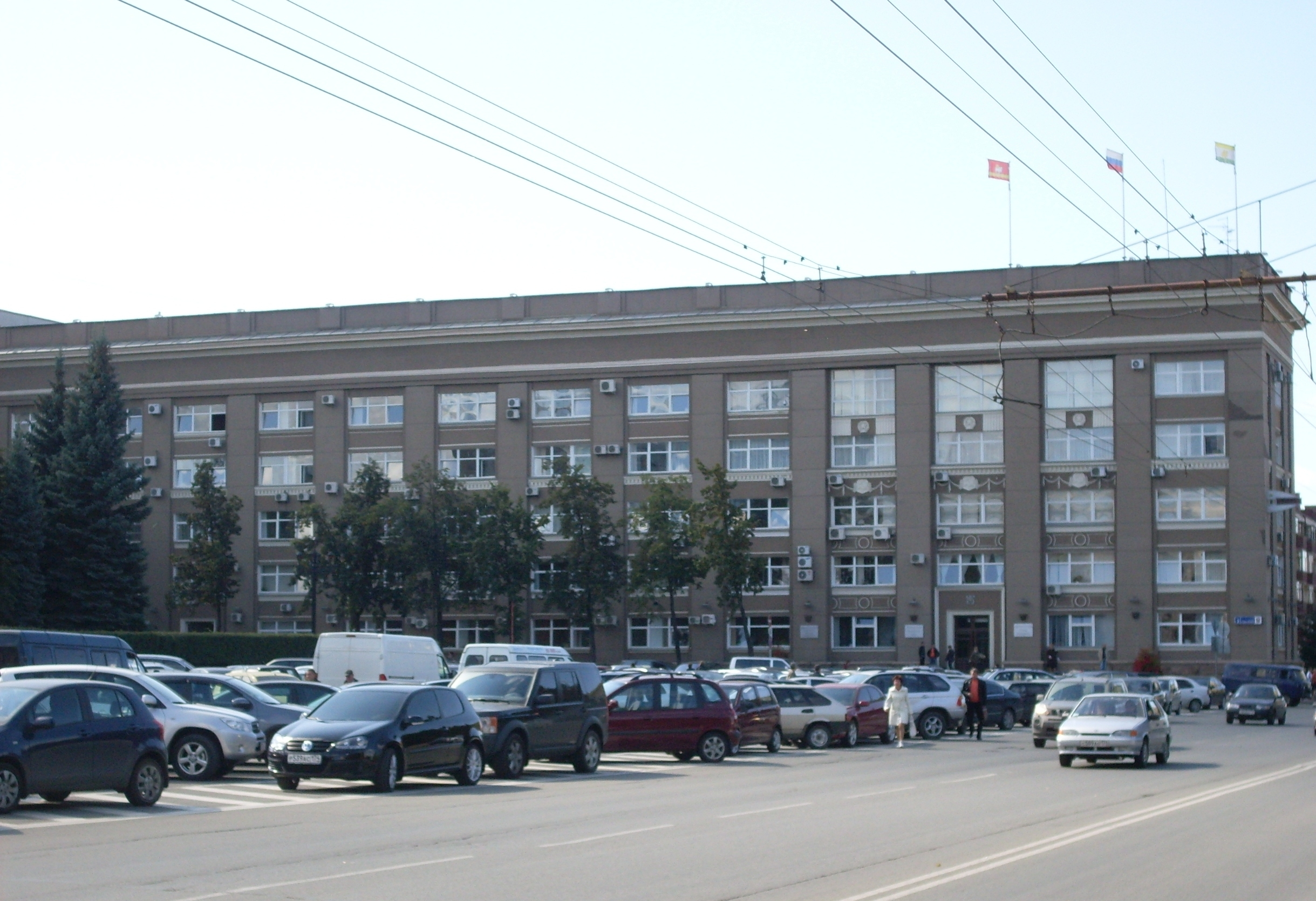
Bâtiment de l'administration de la ville, place de la Révolution, 2.
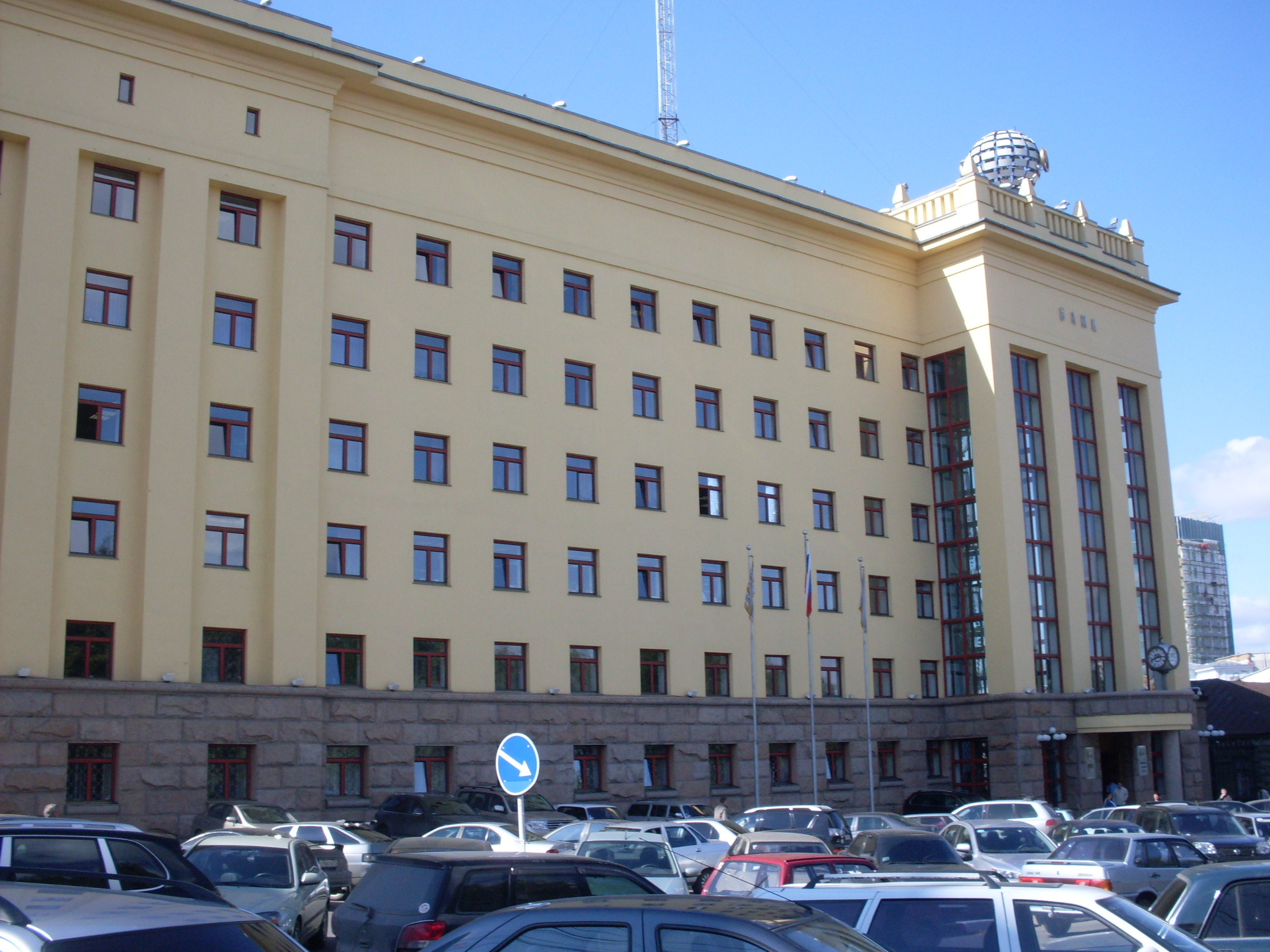
Investbank, pl. de la Révolution, 8.
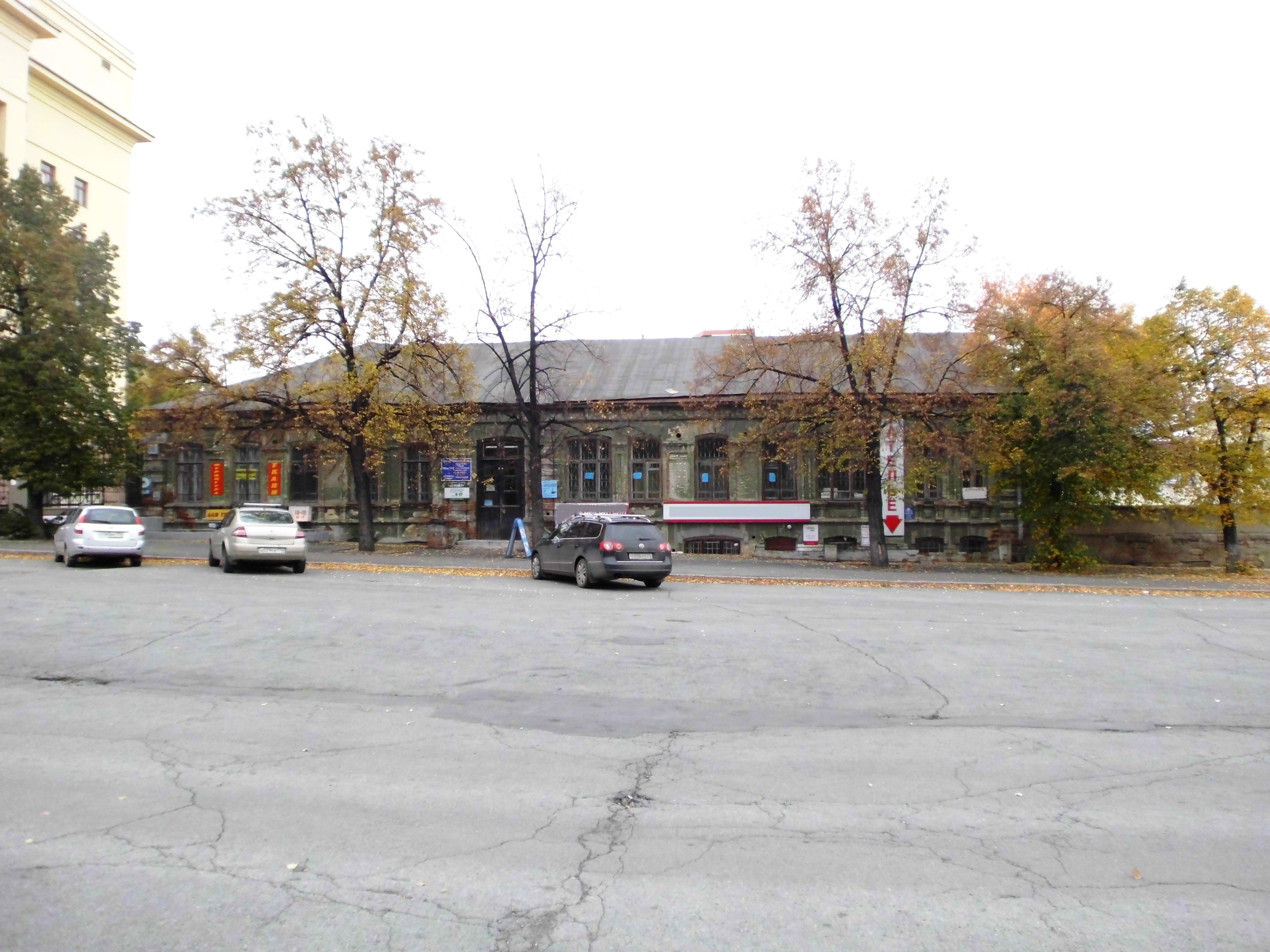
L'ancienne maison de rapport du marchand Batrakov, devenue immeuble de bureaux, rue Kirov, 118.
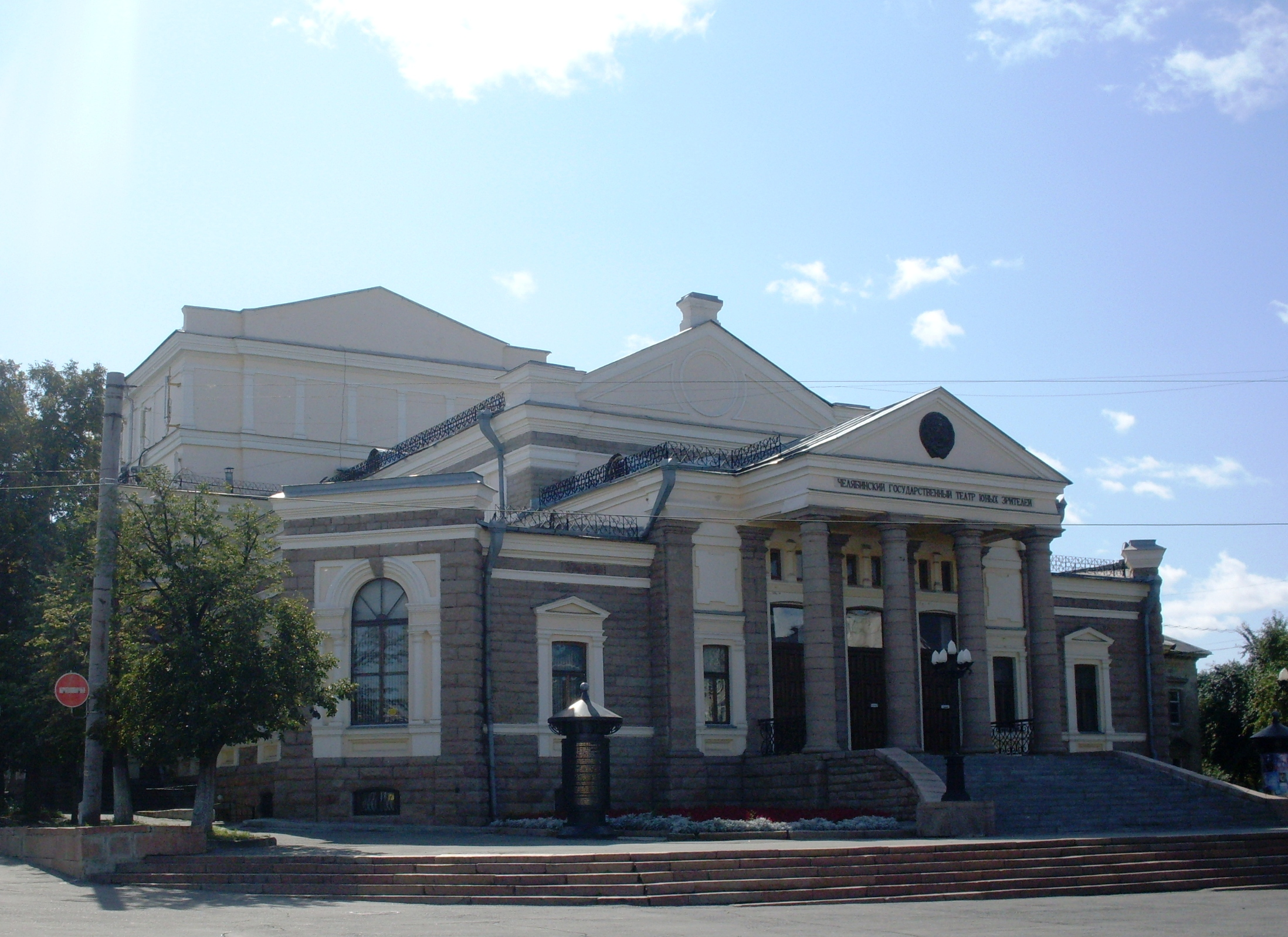
La Maison du Peuple, devenue théâtre de la Jeunesse, rue Kirov, 116 / rue Vorovski, 1.
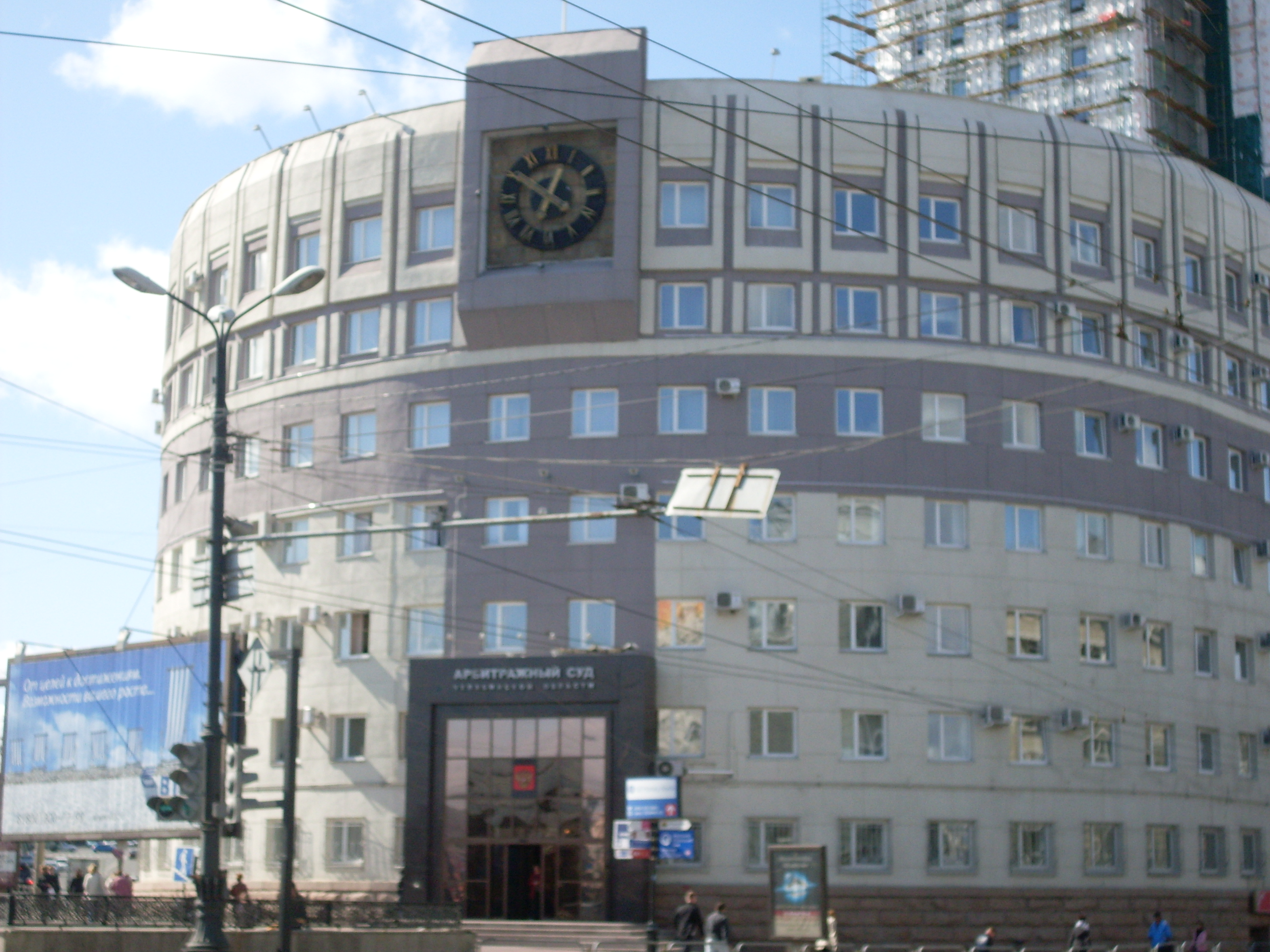
Immeuble du tribunal d'arbitrage, à l'emplacement d'un ancien hôtel, rue Vorovski, 2 / persp. Lénine, 55.
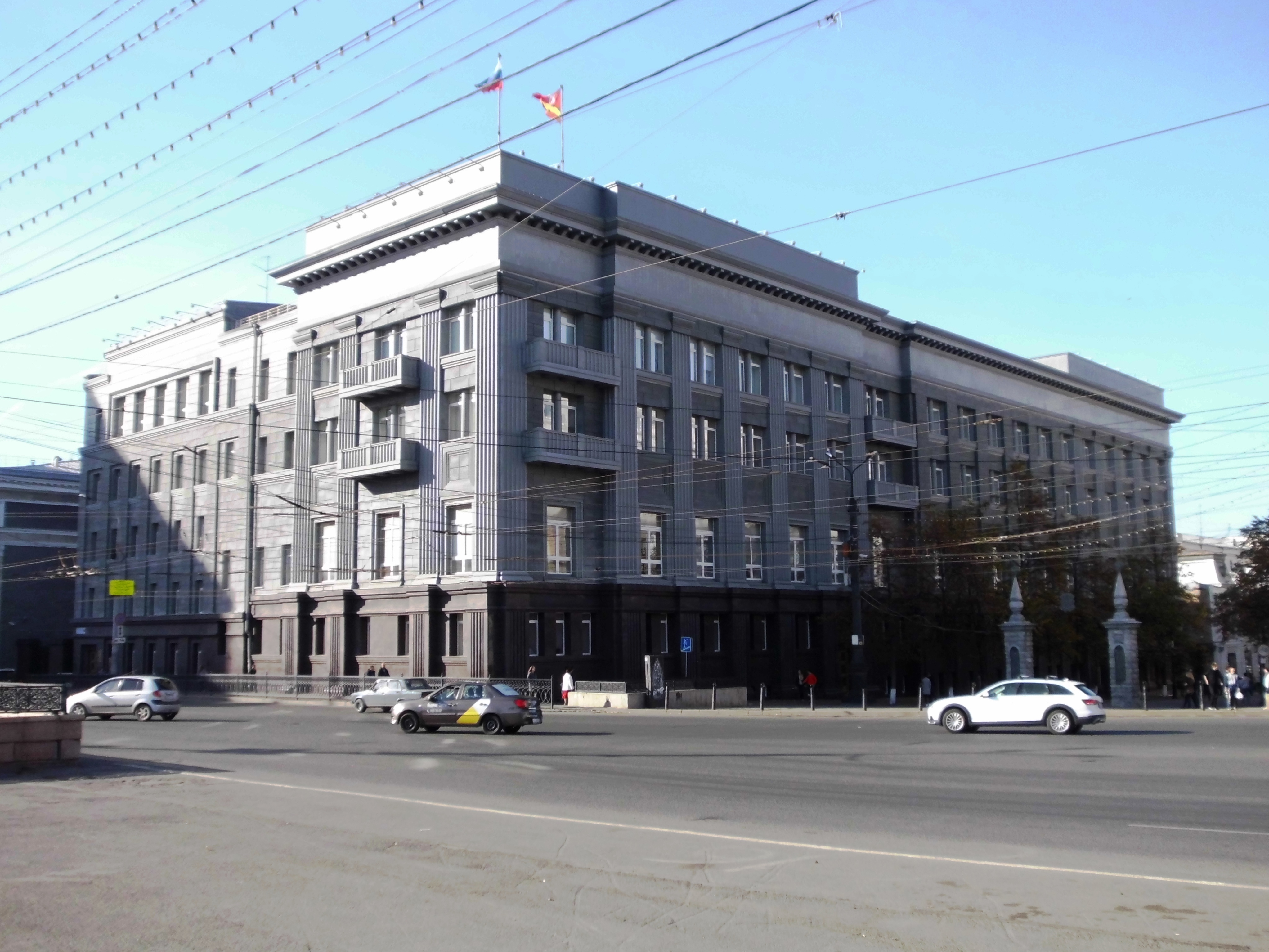
Bâtiment de l'assemblée législative régionale, persp. Lénine, 56 / rue Kirov, 114.
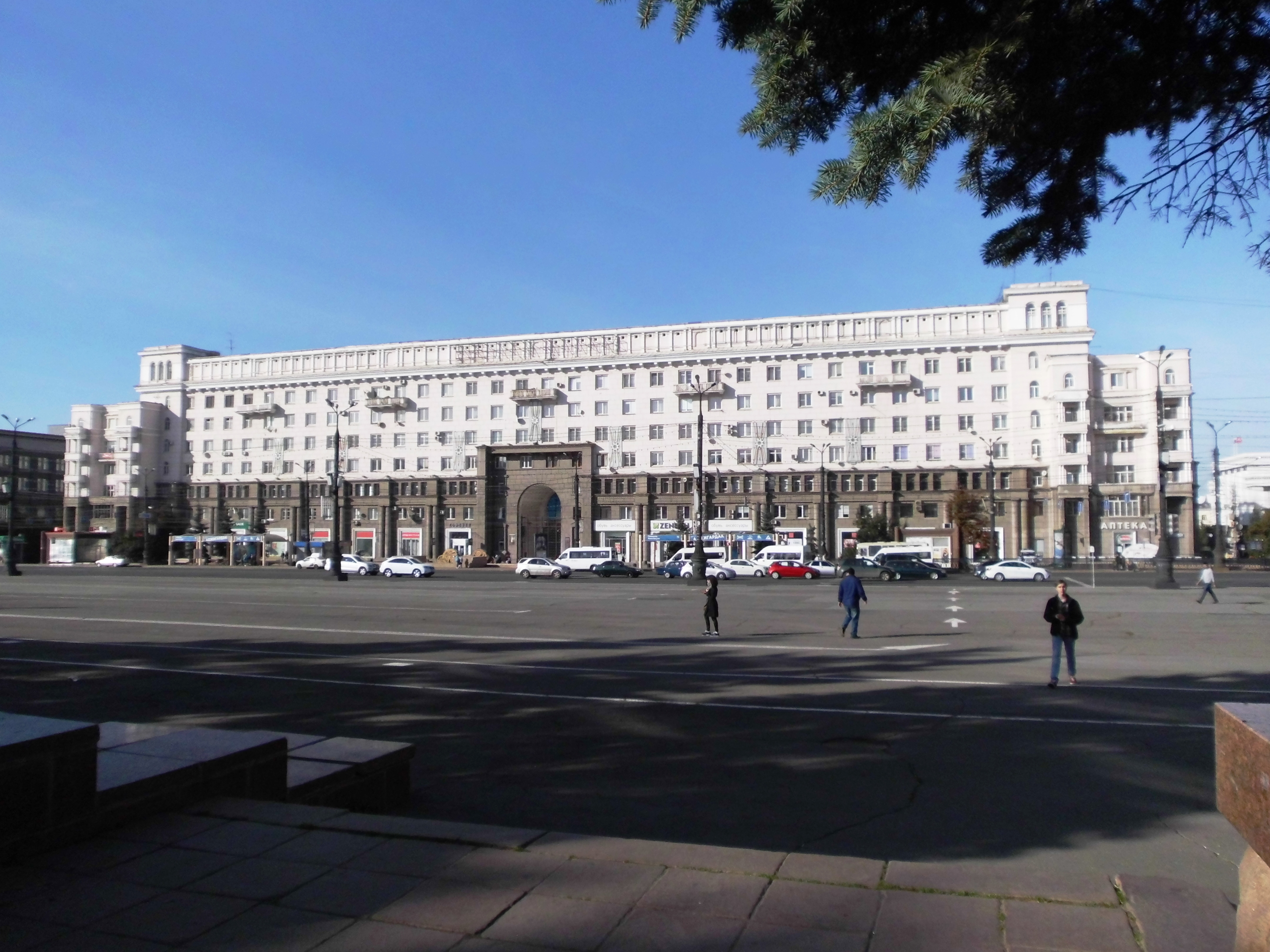
Immeuble Oblispolkom, persp. Lénine, 54 / rue Zwilling, 36 / rue Kirov, 177.
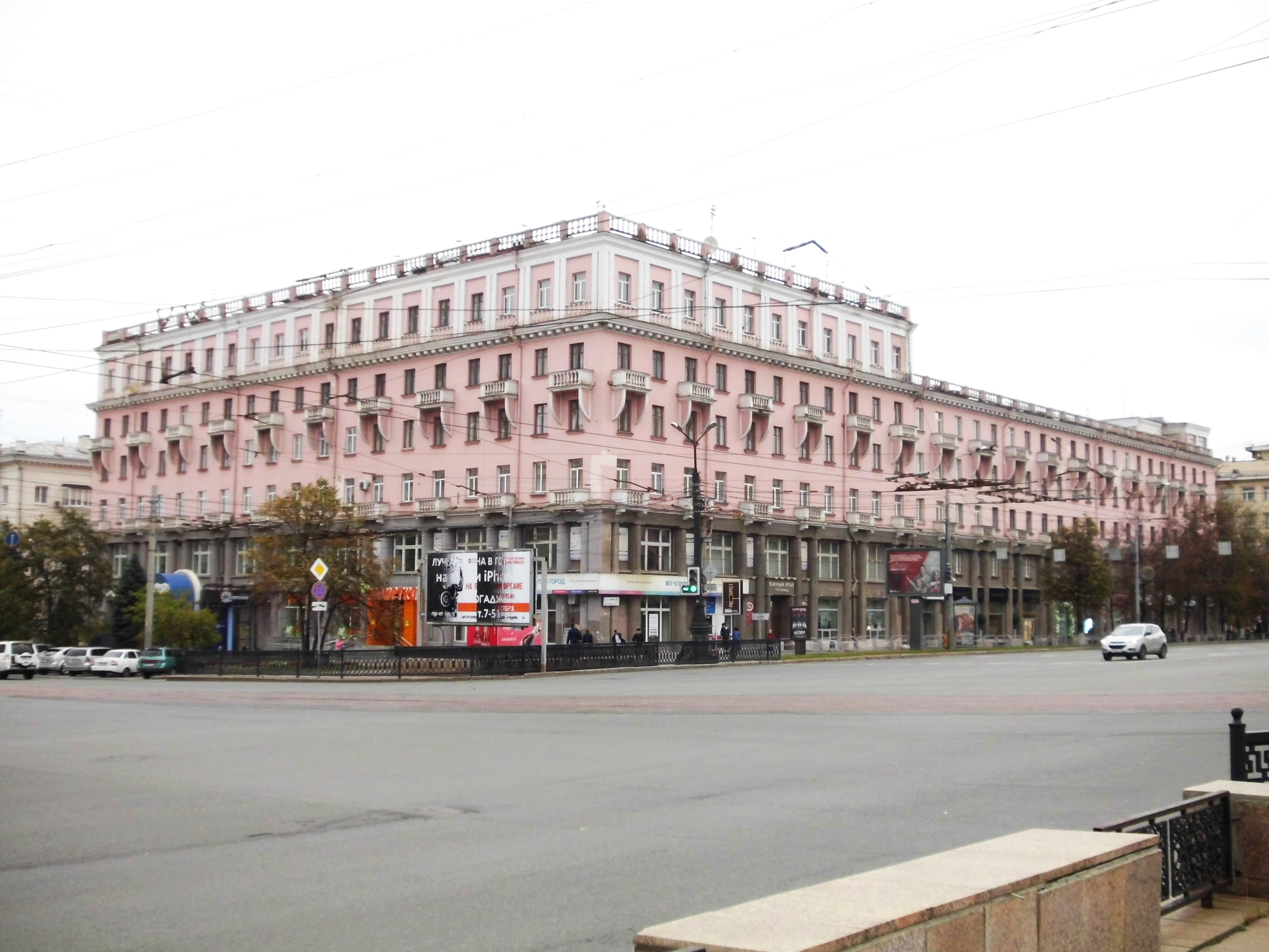
Ancien hôtel Oural du Sud, persp. Lénine, 52.
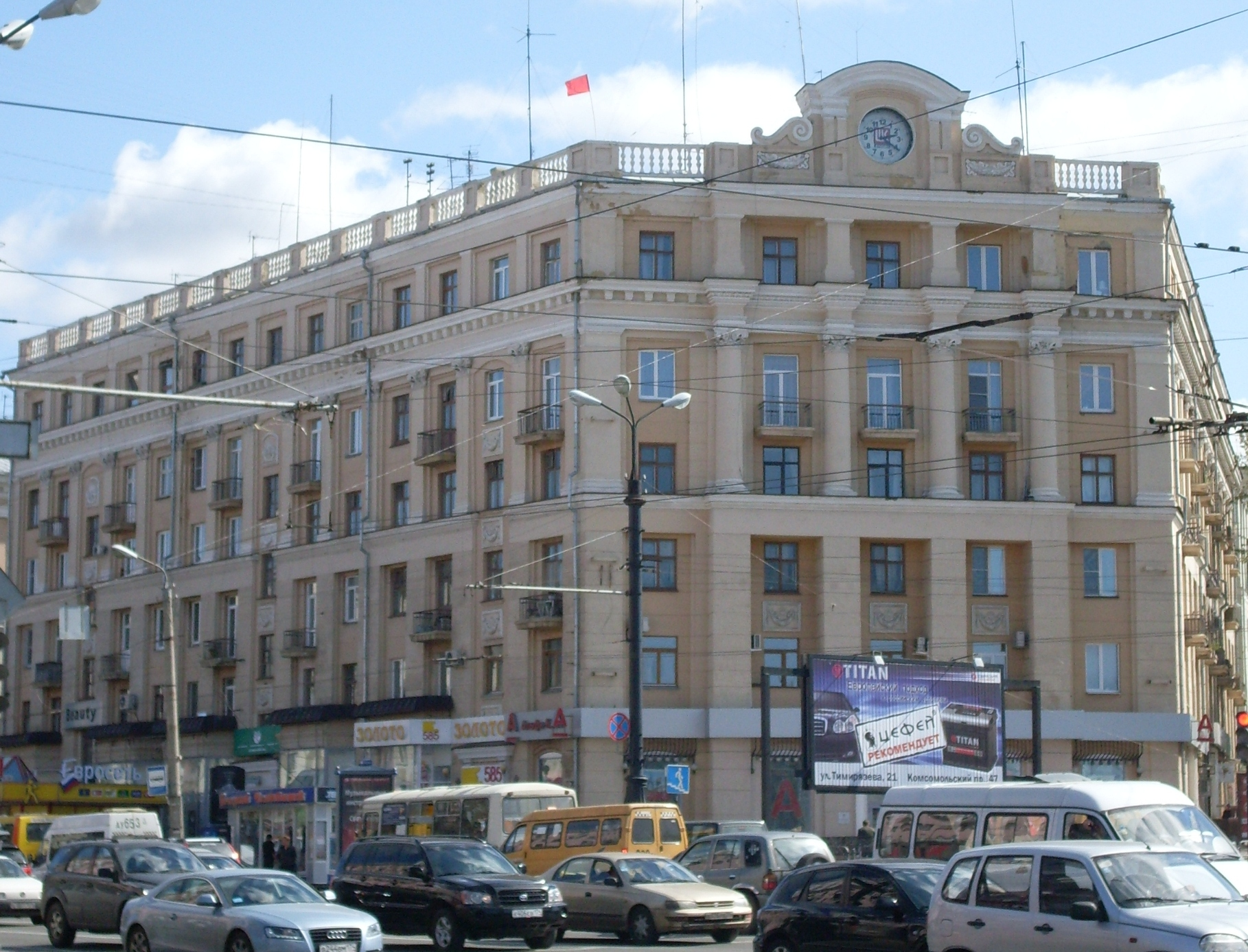
Immeuble avec le magasin Rythme, persp. Lénine, 53 / rue Zwilling, 33.